# Hengeresfutó-formák

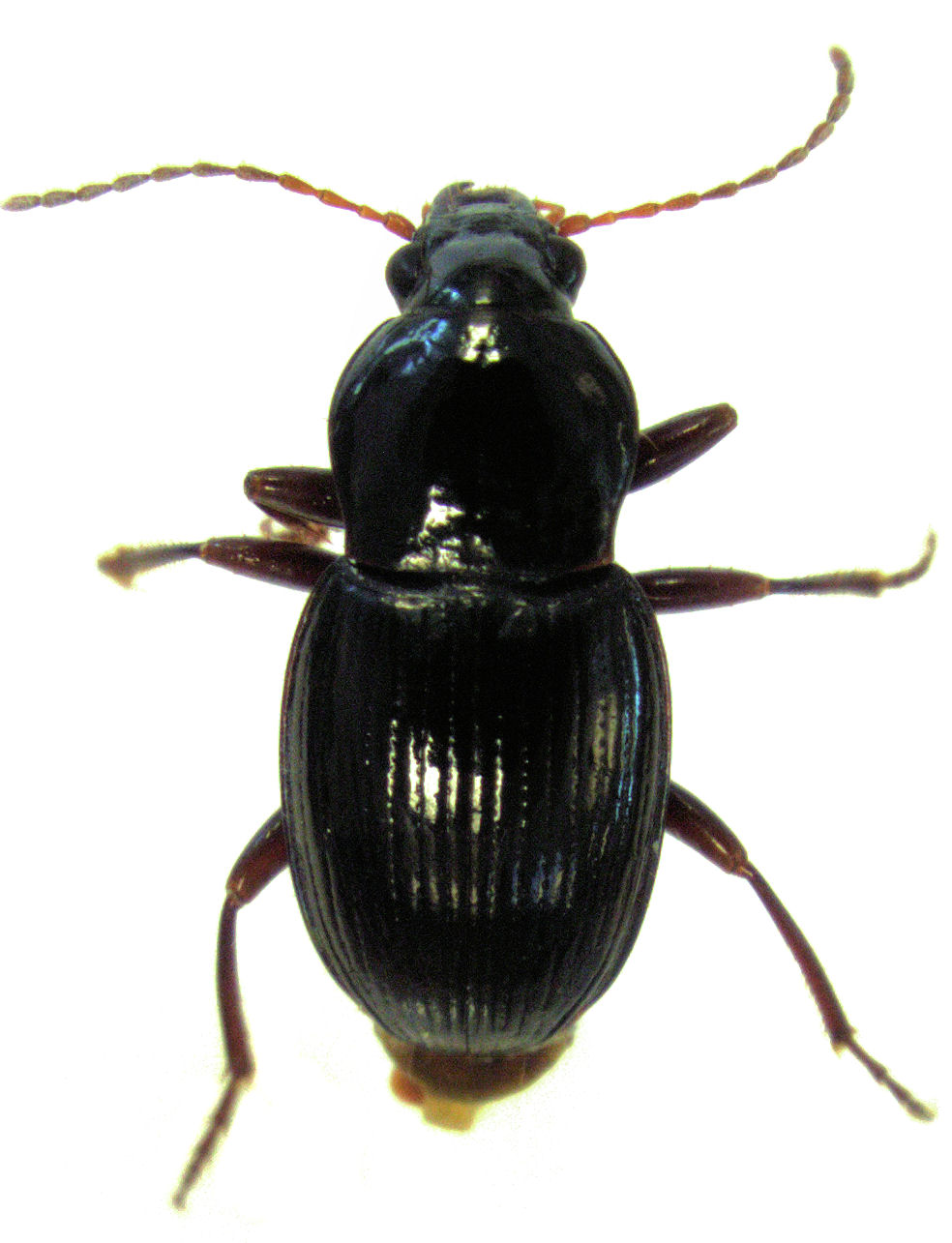
Hím Molopsida polita

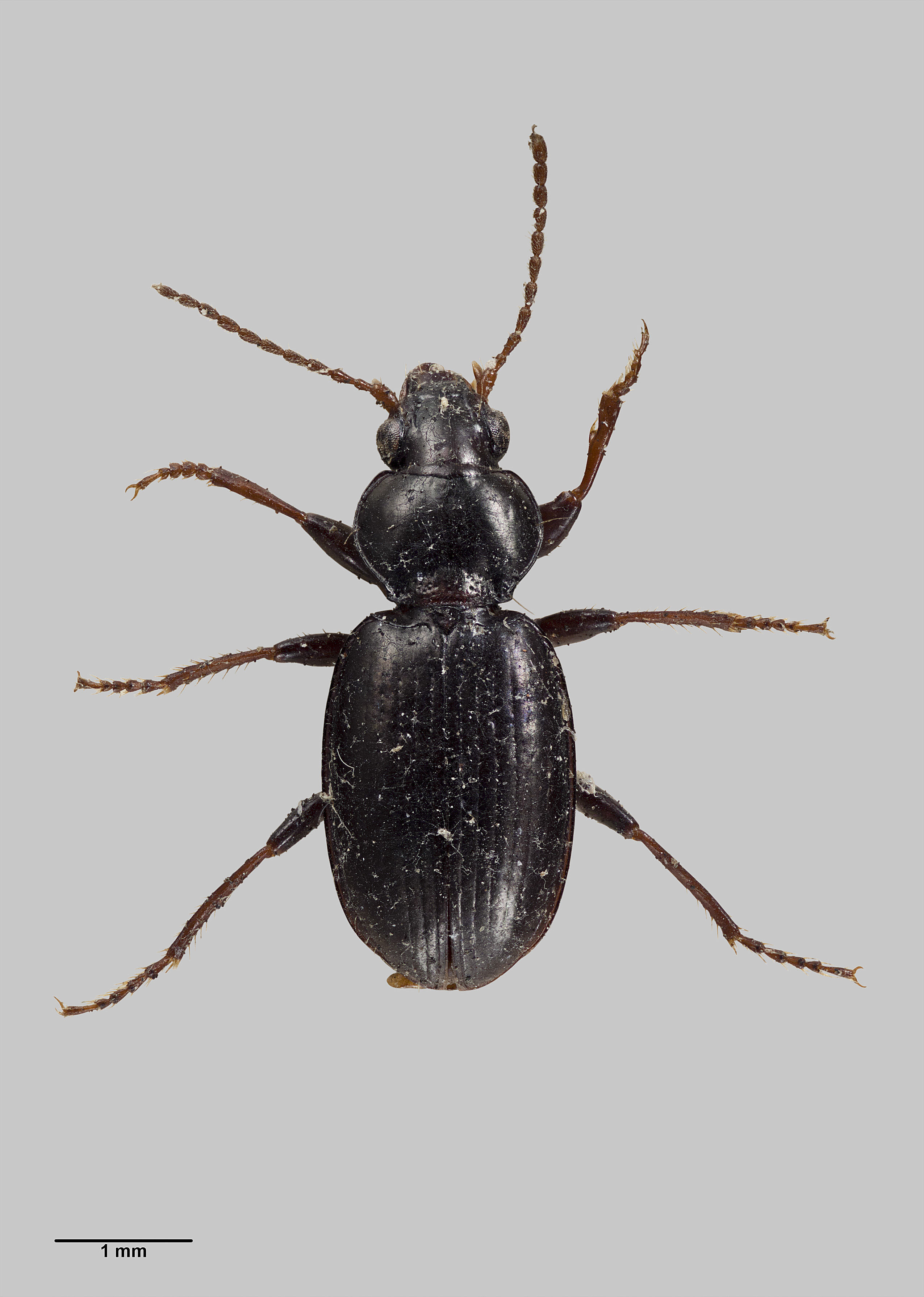
Mecyclothorax otagoensis

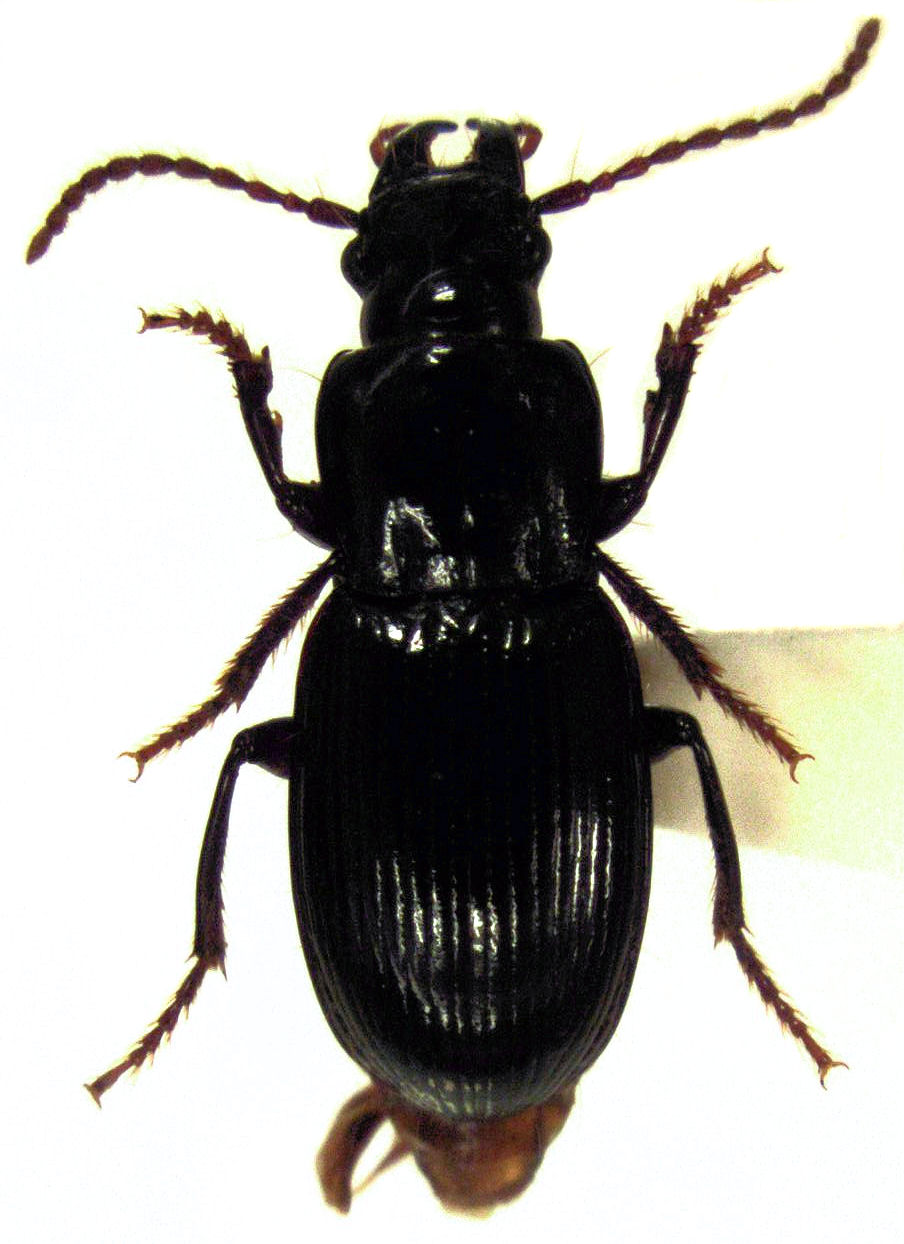
Hím Selenochilus sp.

A hengeresfutó-formák (Psydrinae) a ragadozó bogarak (Adephaga) alrendjébe sorolt futóbogárfélék (Carabidae) családjának egyik alcsaládja két nemzetség mintegy 28 nemével.

## Származásuk, elterjedésük
A nemzetségnek Magyarországon 1 faja honos:
1. hengeresfutó (Nomius) nem Laporte, 1834
- barna hengeresfutó (Nomius pygmaeus) Dejean, 1831

## Rendszertani felosztásuk
1. Moriomorphini nemzetség 2 alnemzetséggel:
- Amblytelina alnemzetség 12 nemmel:

- - Amblytelus
  - Dystrichothorax
  - Epelyx
  - Mecyclothorax
  - Meonis
  - Meonochilus
  - Paratrichothorax
  - Pseudamblytelus
  - Raphetis
  - Selenochilus
  - Trichamblytelus
  - Tropopterus

- Moriomorphina alnemzetség nemmel:
  - Celanida
  - Melisodera
  - Molopsida
  - Moriodema
  - Moriomorpha
  - Neonomius
  - Pterogmus
  - Rhaebolestes
  - Rossjoycea
  - Sitaphe
  - Tarastethus
  - Teraphis
  - Theprisa
  - Trephisa
  - Trichopsida

2. Psydrini nemzetség három nemmel:
- - Laccocenus
  - Nomius
  - Psydrus